# Falso acosador
Falso acosador (título original: Killer Photo) es una película estadounidense de drama y suspenso de 2015, dirigida por Jason Furukawa, escrita por Rolfe Kanefsky, musicalizada por Christopher Nickel, en la fotografía estuvo Vincent De Paula y Shawn Seifert, los protagonistas son AnnaLynne McCord, Mark Ghanimé y Gracyn Shinyei, entre otros. El filme fue realizado por Cover Productions y se estrenó el 7 de marzo de 2015.

## Sinopsis
Trata acerca de una mujer y su marido, los cuales se atemorizan cada vez más cuando un individuo empieza a acosar a su familia.